# Табу (ТВ серија)
Табу (енг. Taboo) је британска серија која је почела са емитовањем 2017. године. Дистрибуцију серије је радио BBC.
Серија са осам епизода, постављена 1814. године, започиње тако што се Џејмс Дилејн (Том Харди) враћао у Енглеску после дванаест година проведених у Африци са четрнаест украдених дијаманата, после смрти свог оца након што се рат са Сједињеним Државама ближи крају.
Серија је добила опште повољне критике а критичари су хвалили Хардијев перформанс, визуелну презентацију и ритам. Планиране су још две сезоне серије.

## Улоге
- Том Харди као Џејмс Дилејн
- Лео Бил као Бенџамин Вилтон
- Уна Чаплин као Зилфа Гири, полусестра Џејмса
- Џеси Бакли као као Лорна Дилејн
- Марк Гатис као Џорџ IV
- Том Холандер као доктор Џорџ
- Стивен Грејам као Атикус
- Џеферсон Хал као Торн Гири, Зилфин супруг
- Џонатан Прајс као Стјуарт Стрејнџ
- Дејвид Хејман као Брејс
- Едвард Хог као Мајкл Годфри
- Мајкл Кели као Едгард Думбартон

## Продукција
Серију Табу су креирали Стивен Најт, Том Харди и његов отац, Едвард "Чипс" Харди а заснован је на причи коју су написали Том и Чипс Харди. Најт и Харди су пре ове серије радили на серијама Бирмингемска банда и Опасан позив. Музику за серију је радио Макс Рихтер. Најт планира још две сезоне серије.

## Епизоде
| Бр. еп. | Наслов    | Премијера         | Гледаност у УК (милиони) |
| --- | --------- | ----------------- | ------------------------ |
| 1 | Епизода 1 | 7. јануар 2017.   | 7                        |
| Џејмс Дилејн, за кога се верује да је мртав, враћа се у Лондон како би присуствовао сахрани свог оца Хораса. Осим што је поседовао мали део западне обале Северне Америке, Хорас није оставио ништа вредно. Земља, названа Нутка Саунд је у спору између Велике Британије и Сједињених Држава, које су у рату. Компанија из Источне Индије имала је договор о откупу земље од Зилфе, Џејмсове полусестре, али он зна да се рат ближи крају, што увелико повећава вредност земље и није сагласан са њиховом понудом. Он касније открива да му је отац умро од тровања арсеном. |           |                   |                          |
| 2 | Епизода 2 | 14. јануар 2017.  | 6,18                     |
| Дилејн спрема да поврати своје наследство; купује брод на аукцији а затим почиње да окупља своју посаду. Читање Хорасијеве опоруке завршава се појавом Лорне Бов, лондонске глумице, која тврди да су она и Хорас били у браку. Он отплаћује Хорасијеве бројне повериоце и ступа у контакт са др Думбартоном. Компанија из Источне Индије планира Дилејново убиство. Човек са сребрним зубом боде Дилејна, који упркос тешким повредама успева да га убије. |           |                   |                          |
| 3 | Епизода 3 | 21. јануар 2017.  | 5,57                     |
| Думбартон лечи Џејмсову рану од убода. Кад Лорна поднесе захтев за половину Хорасове имовине, упозоравају је да јој је угрожен живот и да требало би да побегне у Париз. Мајкл Годфри је уцењен од стране Дилејна како би му пружио тајне са састанака компаније из источне Индије. Лорна је отета након напуштања позоришта а спасио ју је Дилејн. |           |                   |                          |
| 4 | Епизода 4 | 28. јануар 2017.  | 5,36                     |
| Лорна, коју је Дилејн охрабрио, дозвољава да је Круна ухапси. У току њеног силовања од стране Соломона Купа (саветник Круне), она се спашава када интервенише Источноиндијска компанија а Дилејн ју је упозорио. Др Џорџ саветује Дилејна о баруту и производи му га. Планирају да украду шалитру из складишта компаније. Покушај убиства Дилејна, подстакнут америчким тајним агентом Карлсбадом, завршава се омаловажавањем његовог нападача. Када је Дилејн позван на бал који држи грофица Масгрув, он моли Лорну да га прати. Иако то није ни потврдила ни негирала, он схвата да је Масгрув у ствари Карлсбад. Торн гири изазива Дилејна на двобој до смрти. |           |                   |                          |
| 5 | Епизода 5 | 4. фебруар 2017.  | 5,63                     |
| Када се Торнов хитац у Дилејнове груди покаже да је саботиран, Дилејн пуца у другог човека, гдина Хоупа, убијајући га. Пошто је Круна купила шалитру, Компанија плаћа последицу за крађу. Принц Регент Џорџ IV одлучује да отежа ствари Компанији и пошаље Џорџа Чичестера, адвоката, да истражи потонуће Influence, робовласничког брода који прогања Дилејна и на којем је умрло 280 људи. Думбартон каже Дилејну да Американци знају за његову скривену фарму. Лорна је следила Деланеиева упутства и довела му сандук свог оца; он проналази уговор који доказује да је Нутка Саунд купљен од домородаца и да га није узео силом. Он верује да је његов отац купио његову мајку од домородаца за бисере. |           |                   |                          |
| 6 | Епизода 6 | 11. фебруар 2017. | 5,43                     |
| Настављајући истрагу о компанији у Источној Индији, Чичестер открива да је име робовског роба промењено из 'Cornwallis' у 'Influence' како би се прикрио њен стварни идентитет; да је регистрована као празна кад је пловила то кобно путовање; да је имала само скелетну посаду; и да брат Стјуарта Стрејнџа има плантажу шећера у Антигви. У међувремену, Брејс каже Дилејну да је његова мајка била заточена у лудилу азила Бедлам након што га је покушала удавити као бебу, те да му је отац спасио живот. Зилфа убија свог мужа Торна како је покушао да је силује, а Дилејн наређује Думбартону да уклони леш, који је касније сахрањен на католичкој сахрани. На месту злочина њих двоје имају секс али се то завршава тако што Дилејн има визије своје мајке и почне да дави Зилфу али је не убија. Фармер Иботсон одаје признање локалном католичком свештенику а свештеник открива локацију Дилејнове фабрике барута. Дилејн касније убија Иботсона, исекавши му језик и остављајући његово тело у исповедаоници да би га ужаснути свештеник открио. Пре него што су војници Компаније могли да ухвате његов барут, Деланеи га уклања баржом и успева да га превезе на свој брод. Представник компаније Бенџамин Вилтон налази Деланеија на пристаништу и преноси поруку од сер Стјуарта да је сада међу њима рат. Одмах након тога Деланеиов брод се запалио, остављајући га у пламену. Као одговор, Деланеи убија човека који је требало да чува брод и извади му срце. Тада се напије и чини се да ће се ускоро утопити у води. Али док крене да излази, ћерка власнице бордела му доноси још једну боцу. Следећег јутра, буди се лицем према доле у блату и налази недалеко од себе мртво тело девојке која му је давала пиће. |           |                   |                          |
| 7 | Епизода 7 | 18. фебруар 2017. | 5,53                     |
| Након сахране ћерке власнице бордела, Дилејн се плаши да ју је он можда убио док је био пијан. За разлику од Хелге (власнице бордела), Лорна верује у његову невиност. Дилејна посећује Чичестер који га оптужује за саучесништво у потонућу робовског брода, али нуди имунитет ако ће оптужити Источноиндијску компанију. Брејс је имао признање Дилејну. У међувремену, осветољубљена Хелга говори Стрејнџу о баруту, што је довело до тога да је Дилејн затворен због издаје и мучен. Лорна врши сопствено истраживање како би доказала да је дилејн невин због убиства девојке, док је његов савезник у компанији, Годфри, пристао да сведочи против тога, захтевајући од Џорџа да га отпусти због сопствене сигурности. Пошто је Принц Регент још увек нервозан због Источноиндијске компаније, Џејмс је изненађен што открива да Стрејнџ нуди компромис. |           |                   |                          |
| 8 | Епизода 8 | 25. фебруар 2017. | 5,59                     |
| У затвору док чека суђење, Џејмс казује Стрејнџу да зна да је свестан своје улоге у потонућу робовског брода, што ће Годфри открити Краљевској комисији и на тај начин приморати Стрејнџа да среди његово пуштање. Џејмс је збуњен када је открио да се Зилфа убила. Лорна и Атикус такође спашавају Хелгу, рекавши јој да је убиство њене ћерке намештено Дилејну од стране Источноиндијске компаније. Џејмс, Лорна, Атикус, Мајкл и њихови сарадници припремају се за бег на броду који им је приредио Стрејнџ, али у групи има издајника. Постоји пуцњава на пристаништу пре него што су преживели могли да отплове за Америку а Источноиндијска компанија је на крају дискредитована. |           |                   |                          |

## Критике
На сајту Ротен томејтоуз, критика даје серији оцену одобравања од 78% на основу 45 прегледа, са просечном оценом 7.03 / 10. Њихов критички консензус гласи: „Након спорог почетка, Табу се држи мистериозне, мрачне и често бруталне драме из периода с пуно обећања у серији - од којих је најистакнутији перформанс Тома Хардија изузетно гледљив“.
На Метакритику серија има оцену 67 од 100 на основу 32 критичара, што указује на "опште повољне критике".
Пишући за Холивуд репортер, Тим Гудман је изјавио: Табу је солидна серија, иако је спора, са импресивним преокретом Том Хардија.
Неки историчари изразили су забринутост да се Источноиндијска компанија може приказати нетачно и неистинито. Пре емитовања Табуа, Стивен Најт је рекао: "Овај човек, Џејмс Дилејн, дубоко је грешно и дубоко узнемирено људско биће. Његова највећа борба биће против компаније из источне Индије која је током 19. века била еквивалент ЦИА-е. , НСА и највећа, најгори мултинационална корпорација на земљи, све се то претворило у један самоправедан, религиозно мотивисан монолит. "

## Аколаде
| Година | Награда                           | Категорија                                                       | Номинован | Резултат   |
| ------ | --------------------------------- | ---------------------------------------------------------------- | --- | ---------- |
| 2017   | Прајмтајм Еми награда             | Награда за најбољу музику                                        | Макс Рихтер | Номинација |
| 2017   | Прајмтајм Еми награда             | Награда за најбоље визуелне ефекте                               | Хенри Баџет, Трејси МекКери, Анџела Барсон, Луси Ејнсворт, Ник Бирмингем, Симон Роув, Александар Кириченко, Финли Данкан, Колин Гори | Номинација |
| 2018   | Награда Сателит                   | Награда Сателит за најбољу ТВ серију (драма)                     | Табу | Номинација |
| 2018   | Награда Сателит                   | Награда Сателит за најбољег глумца у ТВ серији (драма)           | Том Харди | Номинација |
| 2018   | Награда друштва Визуелних техника | Изванредна подршка визуелним ефектима у фотореалистичкој епизоди | Хенри Баџет, Трејси МекКери, Колин Гори,Ник Бирмингем                                                                                | Номинација |
| 2018   | Награда БАФТА-е                   | Најбољи костим и дизајн                                          | Џоана Итвел | Номинација |
| 2018   | Награда БАФТА-е                   | Најбоља шминка и фризура                                         | Ерика Оквист, Одри Дојл, Јан Арчивалд                                                                                                | Освојено   |
| 2018   | Награда БАФТА-е                   | Најбоља оригинална музика                                        | Макс Рихтер | Номинација |
| 2018   | Награда БАФТА-е                   | Најбоља фотографија: Фикција                                     | Марк Патен | Номинација |
| 2018   | Награда БАФТА-е                   | Најбољи специјални и визуелни ефекти                             | Адам Гласман, Роб Пизи | Номинација |
| 2018   | Награда БАФТА-е                   | Најбољи звук: Фикција                                            | Тим за звук | Номинација |